# Emilián Trolda
Emilián Trolda, auch Emil Trolda, (* 3. Juni 1871 in Prag; † 28. November 1949 in Jičín) war ein tschechischer Musikhistoriker, dessen Forschungsschwerpunkt die Musik des 17. und 18. Jahrhunderts in Böhmen war.

## Leben und Bedeutung
Nach dem Abschluss seines Jurastudiums an der Karls-Universität in Prag schlug Trolda eine Laufbahn in der öffentlichen Verwaltung ein. Als k.k. Verwaltungsbeamter war er unter anderem in Blatná (1896–1900), Žamberk (1900–1917), Příbram (1917–1918) und Pardubice (1918–1919) tätig. Im Jahr 1920 wurde er an das Landesamt in Prag berufen, wo er bis zu seiner Pensionierung im Jahr 1935 als Ministerialdirektor arbeitete. Im Laufe seiner beruflichen Laufbahn (Verwaltung der Kirchenpatronate) entwickelte Trolda ein wachsendes Interesse an musikalischen Quellen und dem Zustand von Musiksammlungen. Im Jahr 1919 wurde er zum Musikkonservator ernannt und widmete sich in seiner Freizeit dem Spartieren und Katalogisieren von Musiksammlungen. Nach seiner Versetzung nach Prag studierte er neben seinem Beruf Musik am Prager Konservatorium (1920–1922) sowie an der Karls-Universität (1922–1926) bei Zdeněk Nejedlý und Otakar Zich. 1926 promovierte er mit einer Dissertation über den Komponisten Bohuslav Matěj Černohorský.
Trolda entwickelte sich im Laufe der Jahre von einem gebildeten Amateur zu einem anerkannten Privatforscher und schließlich zu einer Autorität auf dem Gebiet der Musikgeschichte. Sein Forschungsschwerpunkt lag auf der böhmischen Kirchenmusik des 17. und 18. Jahrhunderts. Als einem der Pioniere der tschechischen Musikhistoriographie ist ihm die Entdeckung zahlreicher bedeutender historischer Quellen zu verdanken. Er trug maßgeblich zur biographischen Erforschung zahlreicher böhmischer Komponisten wie Adam Michna, Josef Antonín Planický, und Bohuslav Matěj Černohorský bei.
Im Jahr 1923 wurde er Mitglied der Associazione dei Musicologi Italiani. Er arbeitete mit Antonín Breitenbacher an dessen Katalog der Kremsier Musiksammlung (Prag 1928). Als Berater war er an verschiedenen Initiativen zur Wiederbelebung des Interesses an der böhmischen Barockmusik beteiligt. Nach seiner Pensionierung im Jahr 1935 entfaltete er eine rege Forschungs- und Publikationstätigkeit. Er starb im Alter von 78 Jahren in Jičín an den Folgen eines Unfalls.
Trolda vermachte seinen umfangreichen Nachlass dem Nationalmuseum in Prag. Das Archiv umfasst 576 Objekte, darunter sind auch Kataloge und Spartierungen aus inzwischen verschollenen oder beschädigten Sammlungen. Seine Spartierungen wurden sowohl für wissenschaftliche Studien als auch für Editionen und Aufführungen verwendet.

## Schriften
Auswahl seiner Schriften:
- Josef Antonín Plánický in: Česká hudba 20, 1913, S. 21–23
- P. Gunther Jakob in: Mitteilungen des Vereines für Geschichte der Deutschen in Böhmen 53, Praha 1914, S. 278–294
- Účast Moravy a Slezska na církevní hudbě v XVIII. století (Die Teilnahme von Mähren und Schlesien an der Kirchenmusik des 18. Jahrhunderts) in: Česká hudba 24, 1919, S. 33–42
- B. M. Černohorský: život a dílo (Černohorský: Leben und Werke), Dissertation, Praha, 1926
- Neznámé skladby Adama Michny (Unbekannte Kompositionen von Adam Michna) in: Sborník prací k padesátým narozeninám profesora dra Zdeňka Nejedlého, Praha, 1929, S. 69–101
- O skladbách J. D. Zelenkových (Über die Kompositionen von J. D. Zelenka) in: Cyril, 55 (1929); Cyril 56 (1930); Cyril 57 (1931); Cyril 58 (1932)
- Česká církevní hudba v období generálbasu (Tschechische Kirchenmusik in Zeit des Generalbasses) in: Cyril, 60 (1934); Cyril 61 (1935)
- Jesuité a hudba (Jesuiten und Musik) in: Cyril, 66 (1940); Cyril 67 (1941)
- Hudební památky v pohraničí ve vztahu k naší hubdě (Musikdenkmäler in der Grenzregion in Bezug auf unsere Musik) in: Cyril 71 (1946)